# Оскар (кинопремия, 1953)
25-я церемония вручения наград премии «Оскар» за заслуги в области кинематографа за 1952 год состоялась 19 марта 1953 года в RKO Pantages Theatre (Голливуд, Калифорния). Номинанты были объявлены 9 февраля 1953 года.
Это первая церемония вручения премии «Оскар», транслировавшаяся в прямом эфире.
Фаворит мировых кинокритиков, фильм Фреда Циннемана «Ровно в полдень» проиграл кинокартине Сесила Блаунта Демилля «Величайшее шоу мира», которую по сегодняшний день называют одной из худших, когда-либо выигравших главную статуэтку. В списке 10 худших фильмов, выигравших главный «Оскар», составленном журналом «Premiere», «Величайшее шоу мира» занимает третье место.

## Фильмы, получившие несколько номинаций
| Фильм                                              | номинации | победы |
| -------------------------------------------------- | --------- | ------ |
| • Ровно в полдень / High Noon                      | 7         | 4      |
| • Тихий человек / The Quiet Man                    | 7         | 2      |
| • Мулен Руж / Moulin Rouge                         | 7         | 2      |
| • Злые и красивые / The Bad and the Beautiful      | 6         | 5      |
| • Ханс Кристиан Андерсен / Hans Christian Andersen | 6         | -      |
| • Величайшее шоу мира / The Greatest Show on Earth | 5         | 2      |
| • Вива Сапата! / Viva Zapata!                      | 5         | 1      |
| • С песней в моём сердце / With a Song in My Heart | 5         | 1      |
| • Внезапный страх / Sudden Fear                    | 4         | -      |
| • Моя кузина Рэйчел / My Cousin Rachel             | 4         | -      |
| • Вернись, малышка Шеба / Come Back, Little Sheba  | 3         | 1      |
| • Айвенго / Ivanhoe                                | 3         | -      |
| • Банда с Лавендер Хилл / The Lavender Hill Mob    | 2         | 1      |
| • Звуковой барьер / The Sound Barrier              | 2         | 1      |
| • Соседи (док.) / Neighbours                       | 2         | 1      |
| • Пять пальцев / 5 Fingers                         | 2         | -      |
| • Большое небо / The Big Sky                       | 2         | -      |
| • Поющие под дождём / Singin' in the Rain          | 2         | -      |
| • Навахо (док.) / Navajo                           | 2         | -      |
| • Снега Килиманджаро / The Snows of Kilimanjaro    | 2         | -      |
| • Сестра Керри / Carrie                            | 2         | -      |
| • Весёлая вдова / The Merry Widow                  | 2         | -      |

## Список лауреатов и номинантов
★ Победители выделены отдельным цветом. 

### Основные категории
| Категории                                                                    | Лауреаты и номинанты                                                              | Лауреаты и номинанты                                                        |
| ---------------------------------------------------------------------------- | --------------------------------------------------------------------------------- | --------------------------------------------------------------------------- |
| Лучший фильм                                                                 | ★ Величайшее шоу мира (продюсер: Сесил Б. Демилль)                                | ★ Величайшее шоу мира (продюсер: Сесил Б. Демилль)                          |
| Лучший фильм                                                                 | • Ровно в полдень (продюсер: Стэнли Крамер)                                       |                                                                             |
| Лучший фильм                                                                 | • Айвенго (продюсер: Пандро С. Берман)                                            |                                                                             |
| Лучший фильм                                                                 | • Мулен Руж (Romulus Films)                                                       |                                                                             |
| Лучший фильм                                                                 | • Тихий человек (продюсеры: Джон Форд и Мериан К. Купер)                          |                                                                             |
| Лучший режиссёр                                                              |                                                                                   | ★ Джон Форд за фильм «Тихий человек»                                        |
| Лучший режиссёр                                                              | • Джозеф Л. Манкевич — «Пять пальцев»                                             |                                                                             |
| Лучший режиссёр                                                              | • Сесил Б. Демилль — «Величайшее шоу мира»                                        |                                                                             |
| Лучший режиссёр                                                              | • Фред Циннеман — «Ровно в полдень»                                               |                                                                             |
| Лучший режиссёр                                                              | • Джон Хьюстон — «Мулен Руж»                                                      |                                                                             |
| Лучший актёр                                                                 |                                                                                   | ★ Гэри Купер — «Ровно в полдень» (за роль Уилла Кейна)                      |
| Лучший актёр                                                                 | • Марлон Брандо — «Вива Сапата!» (за роль Эмилиано Сапаты)                        |                                                                             |
| Лучший актёр                                                                 | • Кирк Дуглас — «Злые и красивые» (за роль Джонатана Шилдса)                      |                                                                             |
| Лучший актёр                                                                 | • Хосе Феррер — «Мулен Руж» (за роль Анри де Тулуз-Лотрека)                       |                                                                             |
| Лучший актёр                                                                 | • Алек Гиннесс — «Банда с Лавендер Хилл» (за роль Генри «Датча» Холланда)         |                                                                             |
| Лучшая актриса                                                               |                                                                                   | ★ Ширли Бут — «Вернись, малышка Шеба» (за роль Лолы Делани)                 |
| Лучшая актриса                                                               | • Джоан Кроуфорд — «Внезапный страх» (за роль Майры Хадсон)                       |                                                                             |
| Лучшая актриса                                                               | • Бетт Дейвис — «Звезда» (за роль Маргарет Эллиот)                                |                                                                             |
| Лучшая актриса                                                               | • Джули Харрис — «На свадьбе» (за роль Фрэнсис «Фрэнки» Аддамс)                   |                                                                             |
| Лучшая актриса                                                               | • Сьюзен Хэйворд — «С песней в моём сердце» (за роль Джейн Фроман)                |                                                                             |
| Лучший актёр второго плана                                                   |                                                                                   | ★ Энтони Куинн — «Вива Сапата!» (за роль Эуфемио Сапаты)                    |
| Лучший актёр второго плана                                                   | • Ричард Бёртон — «Моя кузина Рэйчел» (за роль Филипа Эшли)                       |                                                                             |
| Лучший актёр второго плана                                                   | • Артур Ханникат — «Большое небо» (за роль Зэба Кэллоуэя)                         |                                                                             |
| Лучший актёр второго плана                                                   | • Виктор Маклаглен — «Тихий человек» (за роль сквайра «Рэда» Уилла Данахера)      |                                                                             |
| Лучший актёр второго плана                                                   | • Джек Пэланс — «Внезапный страх» (за роль Лестера Блейна)                        |                                                                             |
| Лучшая актриса второго плана                                                 |                                                                                   | ★ Глория Грэм — «Злые и красивые» (за роль Розмари Бартлоу)                 |
| Лучшая актриса второго плана                                                 | • Джин Хэген — «Поющие под дождём» (за роль Лины Ламонт)                          |                                                                             |
| Лучшая актриса второго плана                                                 | • Колетт Маршан — «Мулен Руж» (за роль Мари Шарле)                                |                                                                             |
| Лучшая актриса второго плана                                                 | • Терри Мур — «Вернись, малышка Шеба» (за роль Мари Бакхолдер)                    |                                                                             |
| Лучшая актриса второго плана                                                 | • Телма Риттер — «С песней в моём сердце» (за роль Клэнси)                        |                                                                             |
| Лучший сценарий (англ. Best Writing, Story and Screenplay)                   | ★ Т. Э. Б. Кларк — «Банда с Лавендер Хилл»                                        | ★ Т. Э. Б. Кларк — «Банда с Лавендер Хилл»                                  |
| Лучший сценарий (англ. Best Writing, Story and Screenplay)                   | • Сидни Боэм — «Атомный город»                                                    |                                                                             |
| Лучший сценарий (англ. Best Writing, Story and Screenplay)                   | • Теренс Реттиген — «Звуковой барьер»                                             |                                                                             |
| Лучший сценарий (англ. Best Writing, Story and Screenplay)                   | • Рут Гордон и Гарсон Канин — «Пэт и Майк»                                        |                                                                             |
| Лучший сценарий (англ. Best Writing, Story and Screenplay)                   | • Джон Стейнбек — «Вива Сапата!»                                                  |                                                                             |
| Лучший адаптированный сценарий (англ. Best Writing, Screenplay)              | ★ Чарльз Шнии — «Злые и красивые»                                                 | ★ Чарльз Шнии — «Злые и красивые»                                           |
| Лучший адаптированный сценарий (англ. Best Writing, Screenplay)              | • Майкл Уилсон — «Пять пальцев»                                                   |                                                                             |
| Лучший адаптированный сценарий (англ. Best Writing, Screenplay)              | • Карл Форман — «Ровно в полдень»                                                 |                                                                             |
| Лучший адаптированный сценарий (англ. Best Writing, Screenplay)              | • Роджер Макдугалл, Джон Дайтон, Александр Маккендрик — «Человек в белом костюме» |                                                                             |
| Лучший адаптированный сценарий (англ. Best Writing, Screenplay)              | • Фрэнк С. Наджент — «Тихий человек»                                              |                                                                             |
| Лучший литературный первоисточник (англ. Best Writing, Motion Picture Story) | ★ Фредерик М. Фрэнк, Теодор Ст. Джон и Фрэнк Каветт — «Величайшее шоу мира»       | ★ Фредерик М. Фрэнк, Теодор Ст. Джон и Фрэнк Каветт — «Величайшее шоу мира» |
| Лучший литературный первоисточник (англ. Best Writing, Motion Picture Story) | • Лео Маккэри — «Мой сын Джон»                                                    |                                                                             |
| Лучший литературный первоисточник (англ. Best Writing, Motion Picture Story) | • Мартин Голдсмит и Джек Леонард — «Узкая грань»                                  |                                                                             |
| Лучший литературный первоисточник (англ. Best Writing, Motion Picture Story) | • Гай Троспер — «Гордость Сент-Луиса»                                             |                                                                             |
| Лучший литературный первоисточник (англ. Best Writing, Motion Picture Story) | • Эдна Анхальт и Эдвард Энхалт — «Снайпер»                                        |                                                                             |

### Другие категории
| Категории                                                        | Лауреаты и номинанты                                                                                               | Лауреаты и номинанты                                                                                               |
| ---------------------------------------------------------------- | --- | --- |
| Лучшая музыка: Саундтрек к драматическому или комедийному фильму | | ★ Дмитрий Тёмкин — «Ровно в полдень»                                                                               |
| Лучшая музыка: Саундтрек к драматическому или комедийному фильму | • Миклош Рожа — «Айвенго»                                                                                          | |
| Лучшая музыка: Саундтрек к драматическому или комедийному фильму | • Макс Стайнер — «Чудо Богоматери в Фатиме»                                                                        | |
| Лучшая музыка: Саундтрек к драматическому или комедийному фильму | • Хершел Бурк Гилберт — «Вор»                                                                                      | |
| Лучшая музыка: Саундтрек к драматическому или комедийному фильму | • Алекс Норт — «Вива Сапата!»                                                                                      | |
| Лучшая музыка: Саундтрек к музыкальному фильму                   | ★ Альфред Ньюман — «С песней в моём сердце»                                                                        | ★ Альфред Ньюман — «С песней в моём сердце»                                                                        |
| Лучшая музыка: Саундтрек к музыкальному фильму                   | • Уолтер Шарф — «Ханс Кристиан Андерсен»                                                                           | |
| Лучшая музыка: Саундтрек к музыкальному фильму                   | • Рэй Хайндорф и Макс Стайнер — «Певец из джаза»                                                                   | |
| Лучшая музыка: Саундтрек к музыкальному фильму                   | • Джанкарло Менотти — «Медиум»                                                                                     | |
| Лучшая музыка: Саундтрек к музыкальному фильму                   | • Ленни Хэйтон — «Поющие под дождём»                                                                               | |
| Лучшая песня к фильму                                            | ★ High Noon (Do Not Forsake Me, Oh My Darlin') — «Ровно в полдень» — музыка: Дмитрий Тёмкин, слова: Нед Вашингтон  | ★ High Noon (Do Not Forsake Me, Oh My Darlin') — «Ровно в полдень» — музыка: Дмитрий Тёмкин, слова: Нед Вашингтон  |
| Лучшая песня к фильму                                            | • Am I in Love — «Сын бледнолицего» — музыка и слова: Джек Брукс                                                   | |
| Лучшая песня к фильму                                            | • Because You’re Mine — «Потому что ты моя» — музыка: Николас Бродский, слова: Сэмми Кан                           | |
| Лучшая песня к фильму                                            | • Thumbelina — «Ханс Кристиан Андерсен» — музыка и слова: Фрэнк Лессер                                             | |
| Лучшая песня к фильму                                            | • Zing a Little Zong — «Только для тебя» — музыка: Гарри Уоррен, слова: Лео Робин                                  | |
| Лучший монтаж                                                    | ★ Эльмо Уильямс, Гарри В. Герштад — «Ровно в полдень»                                                              | ★ Эльмо Уильямс, Гарри В. Герштад — «Ровно в полдень»                                                              |
| Лучший монтаж                                                    | • Уоррен Лоу — «Вернись, малышка Шеба»                                                                             | |
| Лучший монтаж                                                    | • Уильям Остин — «Авианосец»                                                                                       | |
| Лучший монтаж                                                    | • Энн Боченс — «Величайшее шоу мира»                                                                               | |
| Лучший монтаж                                                    | • Ральф Кемплен — «Мулен Руж»                                                                                      | |
| Лучшая операторская работа (Чёрно-белый фильм)                   | ★ Роберт Л. Сёртис — «Злые и красивые»                                                                             | ★ Роберт Л. Сёртис — «Злые и красивые»                                                                             |
| Лучшая операторская работа (Чёрно-белый фильм)                   | • Расселл Хэрлан — «Большое небо»                                                                                  | |
| Лучшая операторская работа (Чёрно-белый фильм)                   | • Джозеф Лашелл — «Моя кузина Рэйчел»                                                                              | |
| Лучшая операторская работа (Чёрно-белый фильм)                   | • Вирджил Миллер — «Навахо»                                                                                        | |
| Лучшая операторская работа (Чёрно-белый фильм)                   | • Чарльз Лэнг мл. — «Внезапный страх»                                                                              | |
| Лучшая операторская работа (Цветной фильм)                       | ★ Уинтон Си Хок, Арчи Стаут — «Тихий человек»                                                                      | ★ Уинтон Си Хок, Арчи Стаут — «Тихий человек»                                                                      |
| Лучшая операторская работа (Цветной фильм)                       | • Гарри Стрэдлинг ст. — «Ханс Кристиан Андерсен»                                                                   | |
| Лучшая операторская работа (Цветной фильм)                       | • Фредди Янг — «Айвенго»                                                                                           | |
| Лучшая операторская работа (Цветной фильм)                       | • Джордж Дж. Фолси — «Миллион долларов для русалки»                                                                | |
| Лучшая операторская работа (Цветной фильм)                       | • Леон Шамрой — «Снега Килиманджаро»                                                                               | |
| Лучшая работа художника (Чёрно-белый фильм)                      | ★ Седрик Гиббонс, Эдвард Карфанго (постановщики), Эдвин Б. Уиллис, Ф. Кеог Глисон (декораторы) — «Злые и красивые» | ★ Седрик Гиббонс, Эдвард Карфанго (постановщики), Эдвин Б. Уиллис, Ф. Кеог Глисон (декораторы) — «Злые и красивые» |
| Лучшая работа художника (Чёрно-белый фильм)                      | • Хэл Перейра, Роланд Андерсон (постановщики), Эмиль Кури (декоратор) — «Сестра Керри»                             | |
| Лучшая работа художника (Чёрно-белый фильм)                      | • Лайл Р. Уилер, Джон ДеКуир (постановщики), Уолтер М. Скотт (декоратор) — «Моя кузина Рэйчел»                     | |
| Лучшая работа художника (Чёрно-белый фильм)                      | • Такаси Мацуяма (постановщик), Х. Мацумото (декоратор) — «Расёмон»                                                | |
| Лучшая работа художника (Чёрно-белый фильм)                      | • Лайл Р. Уилер, Лелэнд Фуллер (постановщики), Томас Литтл, Клод Э. Карпентер (декораторы) — «Вива Сапата!»        | |
| Лучшая работа художника (Цветной фильм)                          | ★ Пол Шерифф (постановщик), Марсель Верте (декоратор) — «Мулен Руж»                                                | ★ Пол Шерифф (постановщик), Марсель Верте (декоратор) — «Мулен Руж»                                                |
| Лучшая работа художника (Цветной фильм)                          | • Ричард Дэй, Антони Клаве (постановщики), Ховард Бристоль (декоратор) — «Ханс Кристиан Андерсен»                  | |
| Лучшая работа художника (Цветной фильм)                          | • Седрик Гиббонс, Пол Грессе (постановщики), Эдвин Б. Уиллис, Артур Крамс (декораторы) — «Весёлая вдова»           | |
| Лучшая работа художника (Цветной фильм)                          | • Фрэнк Хоталинг (постановщик), Джон МакКарти мл., Чарльз С. Томпсон (декораторы) — «Тихий человек»                | |
| Лучшая работа художника (Цветной фильм)                          | • Лайл Р. Уилер, Джон ДеКуир (постановщики), Томас Литтл, Пол С. Фокс (декораторы) — «Снега Килиманджаро»          | |
| Лучший дизайн костюмов (Чёрно-белый фильм)                       | ★ Хелен Роуз — «Злые и красивые»                                                                                   | ★ Хелен Роуз — «Злые и красивые»                                                                                   |
| Лучший дизайн костюмов (Чёрно-белый фильм)                       | • Жан Луи — «Афера на Тринидаде»                                                                                   | |
| Лучший дизайн костюмов (Чёрно-белый фильм)                       | • Эдит Хэд — «Сестра Керри»                                                                                        | |
| Лучший дизайн костюмов (Чёрно-белый фильм)                       | • Чарльз Ле Мэр и Дороти Джикинс — «Моя кузина Рэйчел»                                                             | |
| Лучший дизайн костюмов (Чёрно-белый фильм)                       | • Шейла О’Брайен — «Внезапный страх»                                                                               | |
| Лучший дизайн костюмов (Цветной фильм)                           | ★ Марсель Верте — «Мулен Руж»                                                                                      | ★ Марсель Верте — «Мулен Руж»                                                                                      |
| Лучший дизайн костюмов (Цветной фильм)                           | • Эдит Хэд, Дороти Джикинс и Майлз Уайт — «Величайшее шоу мира»                                                    | |
| Лучший дизайн костюмов (Цветной фильм)                           | • Антони Клаве, Мэри Уиллс и Каринская, Варвара Андреевна — «Ханс Кристиан Андерсен»                               | |
| Лучший дизайн костюмов (Цветной фильм)                           | • Хелен Роуз и Жиль Стил — «Весёлая вдова»                                                                         | |
| Лучший дизайн костюмов (Цветной фильм)                           | • Чарльз Ле Мэр — «С песней в моём сердце»                                                                         | |
| Лучший звук                                                      | ★ London Film Sound Department — «Звуковой барьер»                                                                 | ★ London Film Sound Department — «Звуковой барьер»                                                                 |
| Лучший звук                                                      | • Гордон Сойер (Samuel Goldwyn SSD) — «Ханс Кристиан Андерсен»                                                     | |
| Лучший звук                                                      | • Pinewood Studios Sound Department — «Ловкач»                                                                     | |
| Лучший звук                                                      | • Дэниэл Дж. Блумберг (Republic SSD) — «Тихий человек»                                                             | |
| Лучший звук                                                      | • Томас Т. Моултон (20th Century-Fox SSD) — «С песней в моём сердце»                                               | |
| Лучшие спецэффекты                                               | ★ Metro-Goldwyn-Mayer — «Плимутское приключение»                                                                   | ★ Metro-Goldwyn-Mayer — «Плимутское приключение»                                                                   |
| Лучшие спецэффекты                                               | Без номинантов | |
| Лучший документальный полнометражный фильм                       | ★ «Море вокруг нас» / The Sea Around Us (продюсер: Ирвин Аллен)                                                    | ★ «Море вокруг нас» / The Sea Around Us (продюсер: Ирвин Аллен)                                                    |
| Лучший документальный полнометражный фильм                       | • / Мошенники (продюсер: Дор Шэри)                                                                                 | |
| Лучший документальный полнометражный фильм                       | • Навахо / Navajo (продюсер: Холл Бартлетт)                                                                        | |
| Лучший документальный короткометражный фильм                     | ★ «Соседи» / Neighbours (продюсер: Норман Макларен)                                                                | ★ «Соседи» / Neighbours (продюсер: Норман Макларен)                                                                |
| Лучший документальный короткометражный фильм                     | • / Devil Take Us (продюсер: Херберт Морган)                                                                       | |
| Лучший документальный короткометражный фильм                     | • Садовый паук / Epeira Diadema (продюсер: Альберто Анчилотто)                                                     | |
| Лучший документальный короткометражный фильм                     | • / Man Alive! (продюсер: Стивен Босустоу)                                                                         | |
| Лучший короткометражный фильм, снятый на 1 бобину                | ★ «Свет в окне: Искусство Вермеера» / Light in the Window: The Art of Vermeer (продюсер: Борис Вермонт)            | ★ «Свет в окне: Искусство Вермеера» / Light in the Window: The Art of Vermeer (продюсер: Борис Вермонт)            |
| Лучший короткометражный фильм, снятый на 1 бобину                | • / Athletes of the Saddle (продюсер: Джек Итон)                                                                   | |
| Лучший короткометражный фильм, снятый на 1 бобину                | • / Desert Killer (продюсер: Гордон Холлингсхед)                                                                   | |
| Лучший короткометражный фильм, снятый на 1 бобину                | • Соседи / Neighbours (продюсер: Норман Макларен)                                                                  | |
| Лучший короткометражный фильм, снятый на 1 бобину                | • / Royal Scotland (Crown Film Unit)                                                                               | |
| Лучший короткометражный фильм, снятый на 2 бобины                | ★ «Водоплавающие» / Water Birds (продюсер: Уолт Дисней)                                                            | ★ «Водоплавающие» / Water Birds (продюсер: Уолт Дисней)                                                            |
| Лучший короткометражный фильм, снятый на 2 бобины                | • / Bridge of Time (London Film Production)                                                                        | |
| Лучший короткометражный фильм, снятый на 2 бобины                | • / Devil Take Us (продюсер: Херберт Морган)                                                                       | |
| Лучший короткометражный фильм, снятый на 2 бобины                | • / Thar She Blows! (продюсер: Гордон Холлингсхед)                                                                 | |
| Лучший короткометражный фильм (мультипликация)                   | ★ «Мышонок Иоганн» / Johann Mouse (продюсер: Фред Куимби)                                                          | ★ «Мышонок Иоганн» / Johann Mouse (продюсер: Фред Куимби)                                                          |
| Лучший короткометражный фильм (мультипликация)                   | • Реактивный Джонни / Little Johnny Jet (продюсер: Фред Куимби)                                                    | |
| Лучший короткометражный фильм (мультипликация)                   | • / Madeline (исполнительный продюсер: Стивен Босустоу)                                                            | |
| Лучший короткометражный фильм (мультипликация)                   | • / Pink and Blue Blues (исполнительный продюсер: Стивен Босустоу)                                                 | |
| Лучший короткометражный фильм (мультипликация)                   | • Транспортировка в Канаду / The Romance of Transportation in Canada (продюсер: Том Дэйли)                         | |

### Специальные награды
| Награда                                               | Лауреаты | Лауреаты |
| ----------------------------------------------------- | --- | --- |
| Почётная награда за лучший фильм на иностранном языке | ★ «Запрещённые игры» / Jeux interdits ( Франция) — лучшему фильму на иностранном языке, впервые показанному в США в 1952 году. | ★ «Запрещённые игры» / Jeux interdits ( Франция) — лучшему фильму на иностранном языке, впервые показанному в США в 1952 году. |
| Почётная награда                                      | ★ Джордж Альфред Митчелл — за изобретение и усовершенствование кинокамеры, которая носит его имя, и за его продолжающееся служение на ниве операторского искусства. (for the design and development of the camera which bears his name and for his continued and dominant presence in the field of cinematography.) | ★ Джордж Альфред Митчелл — за изобретение и усовершенствование кинокамеры, которая носит его имя, и за его продолжающееся служение на ниве операторского искусства. (for the design and development of the camera which bears his name and for his continued and dominant presence in the field of cinematography.) |
| Почётная награда                                      | Джозеф М. Шенк | ★ Джозеф М. Шенк — за долгую и безупречную службу в киноиндустрии. (for long and distinguished service to the motion picture industry.) |
| Почётная награда                                      | Мериан К. Купер | ★ Мериан К. Купер — за его многочисленные нововведения и вклад в искусство кино. (for his many innovations and contributions to the art of motion pictures.) |
| Почётная награда                                      | Гарольд Ллойд | ★ Гарольд Ллойд — великому мастеру комедии и образцовому гражданину. (master comedian and good citizen.) |
| Почётная награда                                      | Боб Хоуп | ★ Боб Хоуп — за его комедийный дар, ценимый во всём мире, за службу на благо кинопроизводства и за преданность американским принципам. (for his contribution to the laughter of the world, his service to the motion picture industry, and his devotion to the American premise.)                                   |
| Награда имени Ирвинга Тальберга                       | | ★ Сесил Б. Демилль |